# 唐应恩
唐應恩（1903年6月20日—1987年11月2日），號啟敏，安徽歙縣藤川（今屬黃山市）人。中國國民黨黨員，國民革命軍陸軍少校，新啓蒙教育實業家，譜牒學者。曾參加北伐和抗日戰爭。

## 生平

### 早年經歷

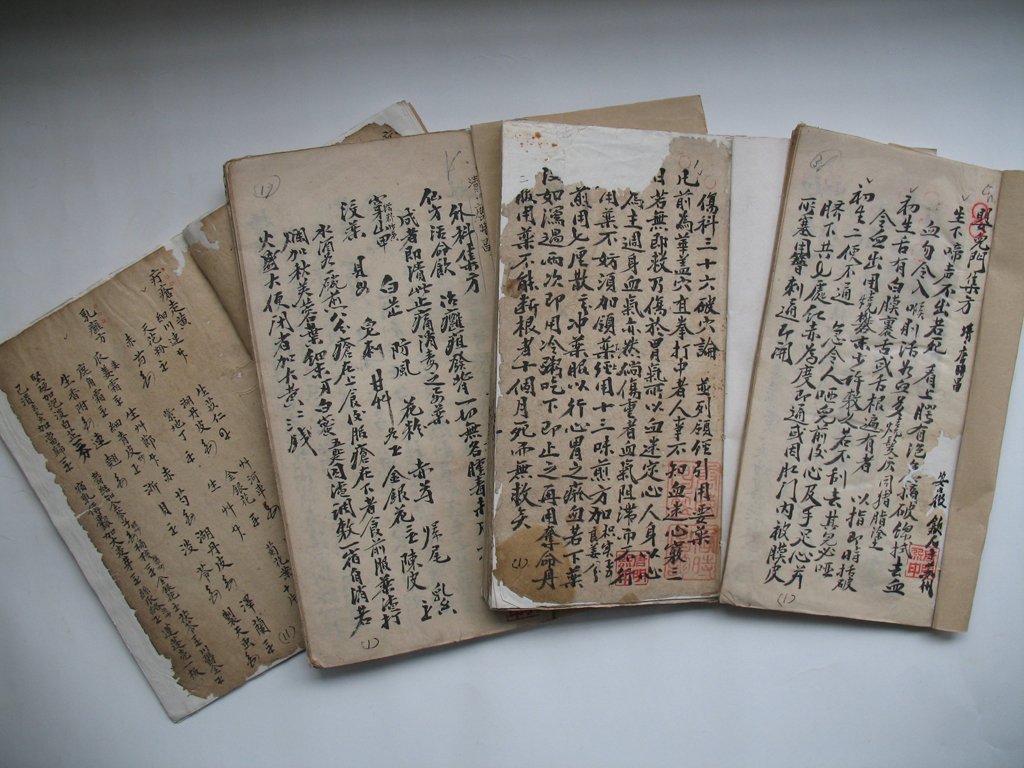
唐時昌（1873-1913）醫稿真跡

清朝光绪二十九年五月二十五日（1903年6月20日），唐應恩出生于江南徽州府歙縣唐家塢（今黃山市歙縣呈村降鄉唐家塢）的一個書香門第家庭。歙縣唐氏，源出三田李氏，“世為新安文獻家”。其始祖是唐宣宗之子昭王李汭之子李佯（一名京）。唐乾符三年，李佯避黃巢亂軍於歙縣篁墩，遂留居徽州。其子孫分居婺源嚴田、歙縣新田和祁門界田，號曰“三田李氏”。傳十二世，李桂三過繼予歙縣唐廷雋（1199-1280）為子，易名唐虞，子孫遂皆易姓唐，以國為氏。唐廷雋的始祖，是隨宋高宗南渡的知歙州軍州事唐承昈（1066-1153），唐承昈則是宋朝參知政事（即宰相）唐介的曾孫。
唐應恩的父亲唐時昌（1873-1913），为旅居揚州的徽商兼名醫，鎮江府誥贈七品大夫，在蘇州閶門外開設當鋪、酒坊、錢莊。母亲吳秋姣，歙縣白楊鄉小埠坑村人。民國二年唐時昌去世前，其子應恩尚幼，時昌遂囑託合股者汪松遂、翠玉夫婦代管產業。時昌歿後，吳氏委託時昌之弟時鑒（又名松祥）接管產業。時鑒接管後，將產業肆意揮霍。唐應恩12歲時，以部份合股者的身份被汪松遂攜往蘇州，并被安排在唐氏名下的當鋪店做學徒。未及成年，產業終被時鑒揮霍殆盡。汪松遂年邁，名下股份亦被其子敗落。唐時昌生前友人陸門達收留了唐應恩，唐應恩遂在陸氏當鋪工作，并升至管事先生。當時，唐家在徽州的祖產僅剩祖屋和狀元田（明朝政府頒賜給唐家先人、狀元唐皋的田地），度日維艱，應恩之兄弟應榮、應富也相繼亡故。

### 投筆從戎
唐應恩在蘇州經商時，“見得國家多難，故立志為國家盡忠，為民族盡孝，決定重再入學讀書，鍛煉身心，研究學問，準備為國家社會服務”，於是發奮讀書，并考入蘇州師範。畢業後，在橫涇小學任教。不久，“復入政軍幹訓班受訓，同期，加入中國國民黨。遵奉總理孫中山先生遺教，信仰三民主義”。北伐戰爭期間，在國民革命軍東路總指揮部馮玉祥副委員長部下任上尉書記官，後升陸軍少校。抗日戰爭爆發後，唐應恩努力於抗戰救國工作，“任黨政軍要職”，在南京國民政府馮玉祥將軍留守處工作。
可惜的是，唐應恩參加國民革命的檔案，在後來的文化大革命運動中被燒毀。

### 退役回鄉

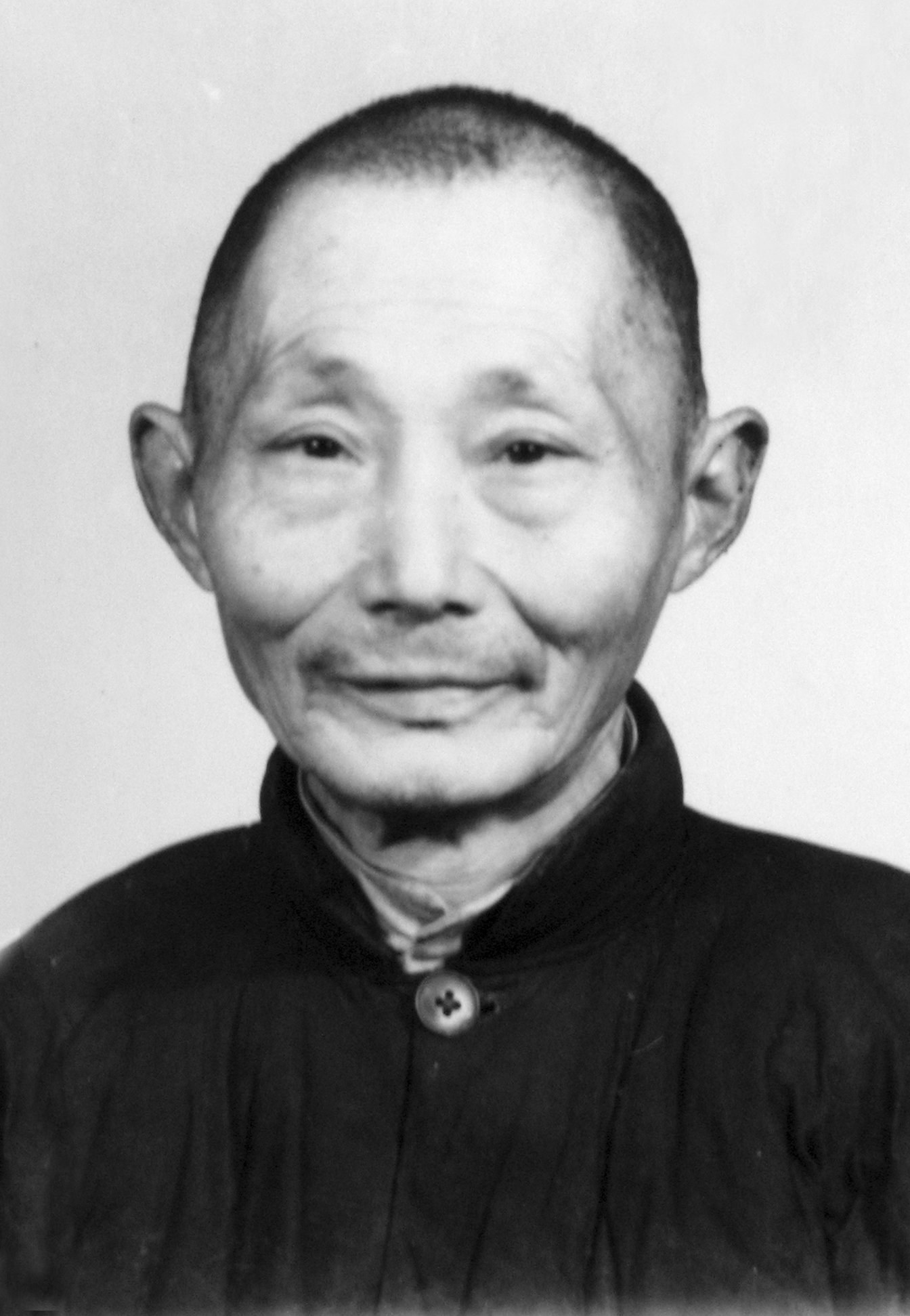
唐啟敏像。

抗戰勝利後，唐應恩退役回到歙縣。因見到當時農村經濟落後，平民子弟上學困難，遂以國民黨老輩身份，大力推行平民啟蒙教育，興辦國民新學。採用民辦、國民合辦、國辦多種形式改良私塾，開辦小學校達六所，並都親自擔任校長。這六所學校是：歙縣漳潭聯校，莊源保坑小學校、瞻琪小學校、蔡塢小學校、高山槐棠小學校、古關小學校。其中，瞻琪小學、漳潭聯校是靠賣去自家田產開設。在興辦新式教育期間，唐應恩還以祖傳醫術為學生、學生家長及百姓治病，不收診藥費。
期間，唐應恩被國民黨歙縣黨部委任為區黨部書記，未赴職。

### 反右運動
1949年“中華人民共和國”建立後，唐應恩將六所學校轉交地方政府，交出勃朗寧手槍和黨證，便攜妻小返回故里藤川。後接共產黨政府有關部門通知，赴歙縣問政山教師培訓班培訓。1950年，赴歙縣洪琴學區山後小學擔任校長。
1957年，“反右運動”開始，唐應恩被錯劃為右派。當時，共產黨的工作隊要唐應恩對共產黨提意見，唐應恩堅稱沒意見。工作隊一再誘導，問：“四兩油夠不夠吃？”唐應恩於是其實事求是地回答：“是少了一點” 。因此，被定上“反對統購統銷政策，並上綱為“反黨反社會主義”的罪名，劃為“右派分子”。隨後，教師暑期學習班結束，入吳山鋪農場“勞動教養”期滿後，判決罪狀為：“說四兩油不夠吃，是反黨反社會主義。解放前為國民黨探聽共產黨情報，且區黨部書記屬歷史反革命”。遂被解除公職，交村管制。此後，唐應恩以務農自食其力，後為藤川村看管集體山林，以祖傳醫術為鄉人治病，在鄉里受人尊敬。

### 平反

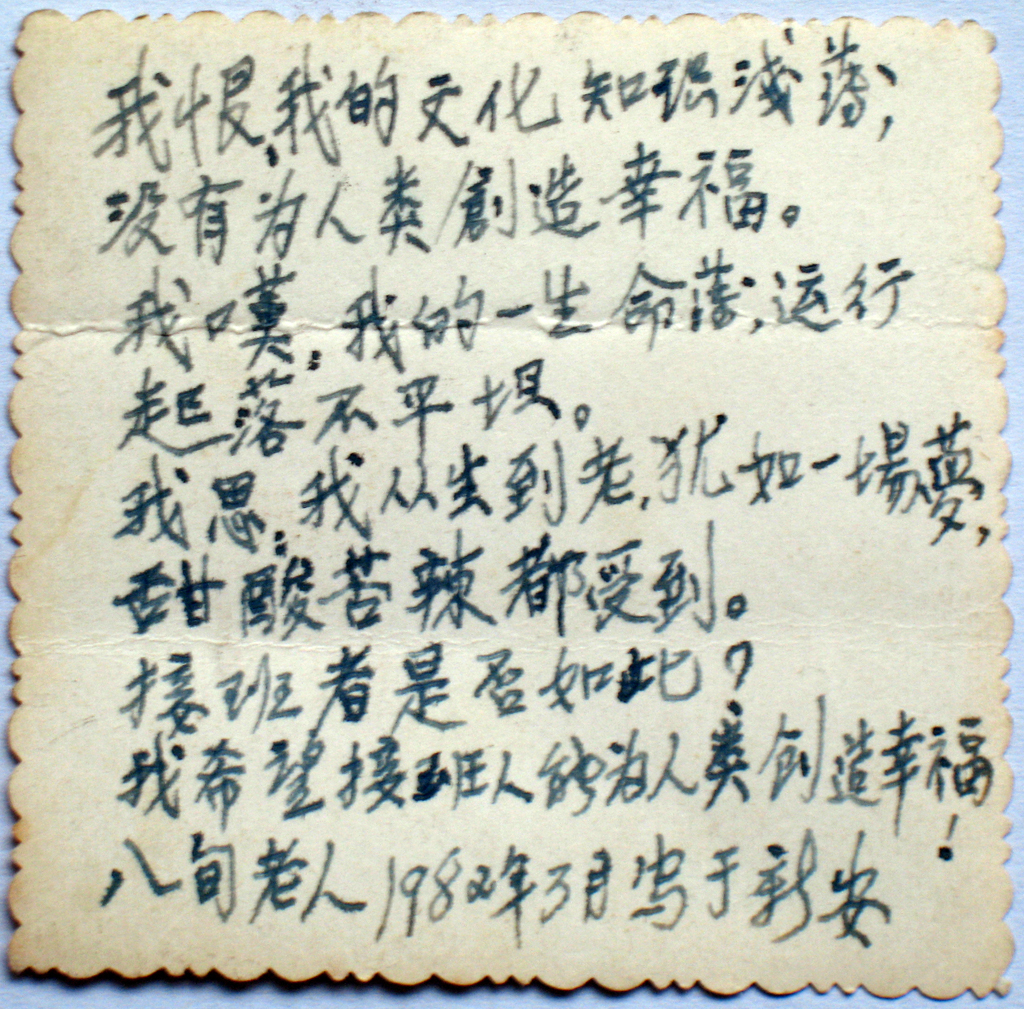
唐啟敏晚年在相片背後的題字。

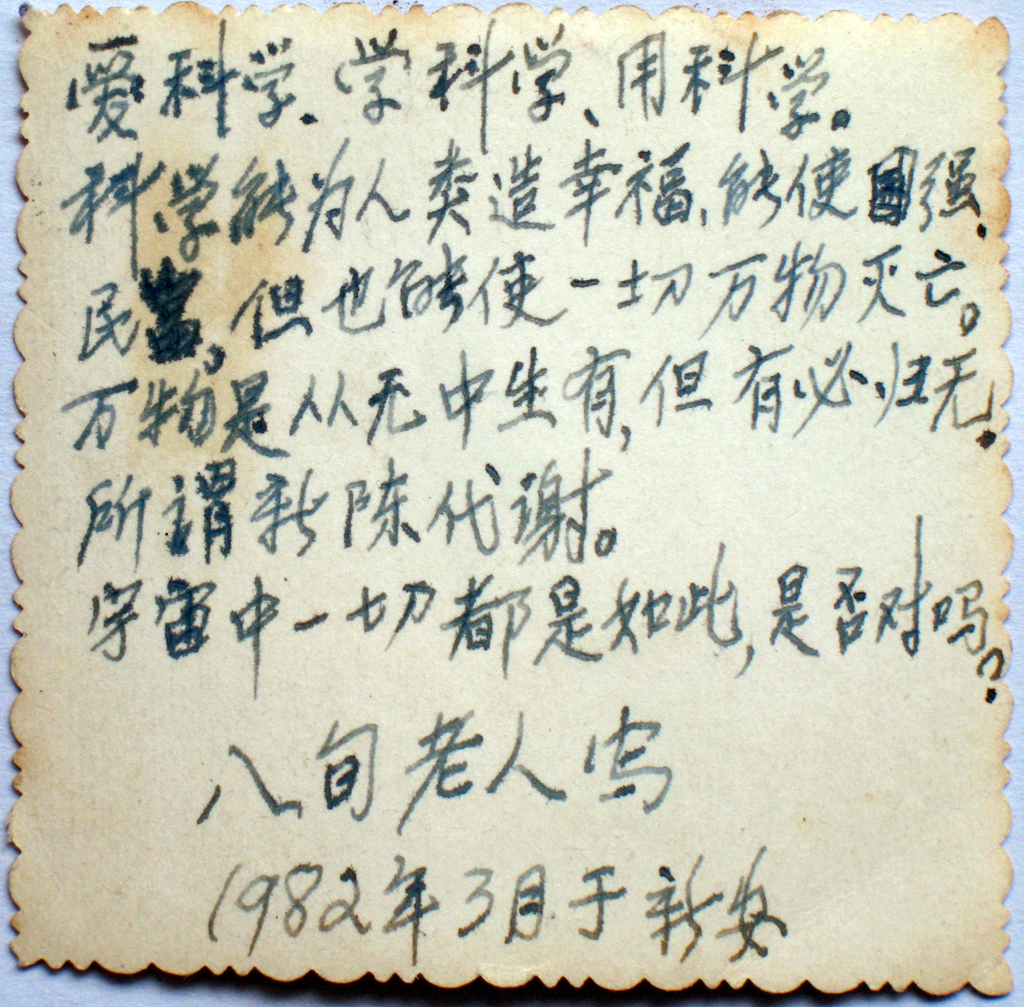
唐啟敏晚年在相片背後的題字。

1962年，唐應恩被撤消管制，摘去“右派”帽子，恢復“公民權”。
1979年，唐應恩的“右派及歷史反革命”罪名獲得平反，并恢復教師公職，承認教齡，恢復工資待遇，獲縣政府頒發的“任教35年光榮證書”，安排在歙縣呈村降中學，繼而辦理退休手續。
1987年，在歙縣去世。

## 著作
唐應恩著作，在“文革”、“反右”中大多散佚，今僅存《唐氏世脈掛線譜》和醫稿書冊。